# Guillermo Hernández Medina
Guillermo Ricardo Hernández Medina (n. Guadalajara, Jalisco; 18 de febrero de 1971) es un futbolista mexicano retirado que jugaba en la posición de defensa.
Jugó para el Club Deportivo Guadalajara, Veracruz, Tecos de la UAG y Querétaro Fútbol Club. Es hijo de Guillermo Hernández Sánchez, "El campeón", futbolista mexicano, que jugaba como defensa central y seleccionado nacional para jugar en la Copa del Mundo de México 1970.
Debutó con el Guadalajara el 30 de septiembre de 1990 contra el Irapuato FC, partido que quedaría 0-1 favor Irapuato. Surgió de fuerzas básicas del Rebaño y permaneció en el equipo hasta 1997, coronándose campeón de liga en el Verano 1997.
Sería cedido a Veracruz en el Invierno 1997, permaneciendo 2 temporadas con los escualos. Después pasa a Tecos de la UAG logrando quedarse 4 torneos y jugando 39 encuentros hasta el 2000, mismo año en el que pasa al Querétaro donde se retira.
- Datos: Q1554025